# 時光 (單曲)
《時光》是由香港歌手許廷鏗演唱，星煥國際製作，2013年9月17日發行的第十五張單曲，只作為派台用途，並未公開販售。

## 曲目
1. 時光
  - 作曲：朱俊傑，作詞：許廷鏗、謝天智，編曲：朱俊傑
  - 歌曲經過刪剪，也是《許廷鏗時光演唱會》主題曲。

## 唱片版本
- CD版

## 音樂錄影帶
| 歌名 | 執導                     | 首播日期       | 附註 |
| ---- | ------------------------ | -------------- | ---- |
| 時光 | Jacky @ Concept X 許廷鏗 | 2013年12月16日 |      |

## 派台成績
|          | 香港 |     |     |   |
| 903      | RTHK | 997 | TVB |   |
| 最高位置 | 8    | 1   | 1   | 1 |

(*)表示仍在榜上
粗體表示冠軍歌

## 備註
1. ↑  my903.com - 叱咤樂迷 - 許廷鏗 - 時光 的存檔，存档日期2013-12-24.，2013年12月23日 (一) 18:05 (UTC+8)查閱（繁體中文）